# Snotty Nose Rez Kids
Snotty Nose Rez Kids è un duo musicale canadese formatosi nel 2016. È costituito dai rapper Darren "Young D" Metz e Quinton "Yung Trybez" Nyce.

## Storia del gruppo
Il duo si è fatto conoscere col secondo album in studio The Average Savage (2017), finito in lizza per il Polaris Music Prize e il Juno Award all'album di musica indigena dell'anno. Hanno poi pubblicato Trapline (2019), eletto uno dei migliori dischi hip hop dell'anno da Exclaim! e anch'esso candidato per il Polaris Music Prize.
I dischi Life After (2021) e I'm Good, HBU? (2022) si sono entrambi contesi il Polaris Music Prize. Nel settembre 2023 la formazione ha firmato un contratto con la divisione nazionale della Sony Entertainment, per poi intraprendere una tournée musicale due mesi dopo.
Nel settembre 2024 è stato messo in commercio l'LP Red Future, che ha generato tre candidature alla gala annuale dei Juno Awards; alla cerimonia, si sono portati a casa il riconoscimento all'album o EP rap dell'anno.

## Formazione
- Darren "Young D" Metz
- Quinton "Yung Trybez" Nyce

## Discografia

### Album in studio
- 2017 – Snotty Nose Rez Kids
- 2017 – The Average Savage
- 2019 – Trapline
- 2021 – Life After
- 2022 – I'm Good, HBU?
- 2024 – Red Future

### EP
- 2020 – Born Deadly

### Singoli
- 2018 – The Warriors
- 2019 – Creator Made an Animal (feat. Boslen)
- 2019 – I Can't Remember My Name (feat. Shanks Sioux)
- 2020 – Casting Call (con Bdice e i Junk feat. Lilo Key & Teon Gibbs)
- 2020 – Real Deadly
- 2020 – Cops with Guns Are the Worst!!! (feat. Shanks Sioux)
- 2020 – Where They At (con Drezus)
- 2020 – Screaming Indian (con Skinny Local)
- 2021 – Something Else
- 2021 – Uncle Rico
- 2021 – Wild Boy (feat. Polo Brian)
- 2021 – No Jesus Piece
- 2022 – I'm Good
- 2022 – Trendsetter (con DillanPonders)
- 2022 – Damn Right
- 2023 – Run for Cover (con Boogey the Beat)
- 2023 – I Got Paid Today
- 2023 – '96 Bulls (feat. Drezus)
- 2024 – Red Future (con gli Electric Fields)
- 2024 – BBE
- 2024 – Kaleidoscope (feat. Travis Thompson)
- 2024 – Devil's Club (feat. Rezcoast Grizz)
- 2024 – No Dogs Allowed
- 2024 – Let Ya Hair Down (feat. Drezus)